# 2009 en Irak
2007 en Irak - 2008 en Irak - 2009 en Irak - 2010 en Irak - 2011 en Irak
2007 au Kurdistan - 2008 au Kurdistan - 2009 au Kurdistan - 2010 au Kurdistan - 2011 au Kurdistan
2007 par pays au Proche-Orient - 2008 par pays au Proche-Orient - 2009 par pays au Proche-Orient - 2010 par pays au Proche-Orient - 2011 par pays au Proche-Orient
Cet article présente les faits importants qui se sont produits en Irak en 2009.

## Chronologie

### Janvier 2009
- Jeudi 1er janvier 2009 : 

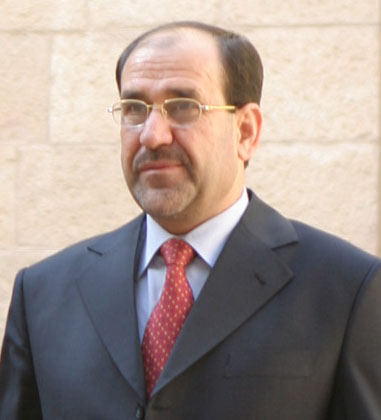
Nouri al-Maliki
(juin 2006)

  - L'armée américaine passe le relais aux Irakiens pour le contrôle de la « zone verte », le secteur international ultraprotégé de Bagdad et symbole de l'occupation, marquant ainsi la fin des cinq années de présence sous mandat de l'ONU de la coalition en Irak. La passation de pouvoir s'est déroulée dans le Palais républicain, l'ancienne résidence présidentielle de Saddam Hussein, en présence de responsables irakiens, mais aucun responsable américain, militaire ou civil, n'était présent[1].
  - Selon le premier ministre Nouri al-Maliki : « Nous avons le droit de considérer ce jour comme le jour du retour de la souveraineté et comme le commencement d'un processus pour recouvrer chaque parcelle de notre territoire […] Ce palais est le symbole de la souveraineté irakienne et c'est un message lancé à tous les Irakiens : nous avons retrouvé notre souveraineté », annonçant que le 1er janvier serait désormais une fête nationale.
  - Le mois de décembre 2008, a été le mois le plus meurtrier depuis février 2006. Les violences ont coûté la vie à 240 civils, 18 militaires et 58 policiers. Dans le même temps, et non comptés dans le bilan, 44 insurgés présumés ont été tués et 667 autres arrêtés. Au total, 6 772 Irakiens ont été tués en 2008, contre 17 430 en 2007. Selon le site icasualities.org, les américains ont perdu 4 221 soldats depuis l'occupation du pays en mars 2003.
- Vendredi 2 janvier 2009 : Un attentat-suicide à la ceinture d'explosifs contre un conseil de Sahwa — des miliciens majoritairement sunnites engagés dans la lutte contre Al-Qaïda — a eu lieu à 11h00 GMT à Youssoufiyah, un village situé à 25 km au sud de Bagdad. Le bilan est de 18 morts et d'au moins 20 blessés.
- Dimanche 4 janvier 2009 : 
  - Le premier ministre Nouri al-Maliki, terminant une visite de deux jours à Téhéran, a dit compter sur l'Iran pour aider à la reconstruction de l'Irak.
  - Une femme commet un attentat-suicide à la ceinture d'explosifs à l'entrée du plus important mausolée chiite de Bagdad — le mausolée de l'imam Moussa Kazim, dans le quartier de Kazamiyah —, coûtant la vie à 38 pèlerins chiites et en blessant 65 autres.
- Lundi 5 janvier 2009 : 
  - Deux Irakiens ont été tués et 31 autres blessés dans cinq attentats dans Bagdad et dans sa banlieue.
  - Inauguration de la nouvelle ambassade américaine à Bagdad aux allures de forteresse par l'ambassadeur Ryan Crocker en présence du président Jalal Talabani et du vice-secrétaire d'État américain John Negroponte. L'ambassade doit accueillir 1 000 salariés, et s'étend sur un site de 42 hectares dans la « zone verte », le quartier hautement sécurisé de Bagdad. C'est la plus grande ambassade américaine du monde, dont la construction a coûté 700 millions de dollars (515 millions d'euros).
- Mercredi 7 janvier 2009 : Le leader radical chiite Moqtada Sadr appelle les « résistants irakiens » à mener des « opérations de représailles » en Irak contre les États-Unis, « partenaire principal » d'Israël, en réaction au conflit dans la bande de Gaza.
- Jeudi 8 janvier 2009 : Un attentat à la bombe au sud de Jalula (province de Diyala, est) cause la mort de 6 soldats irakiens et en blesse 5 autres.
- Lundi 12 janvier 2009 : Quatre attentats perpétrés à Bagdad (quartiers Jadida et Karrada) ont causé la mort de 5 personnes et en ont blessé 14 autres.
- Mardi 13 janvier 2009 : 
  - Selon l'ONG Human Rights Watch, la situation des droits de l'homme en Irak reste « très mauvaise » malgré une amélioration notable de la sécurité. Près de cinq millions d'Irakiens ont quitté leurs foyers « à cause des violences confessionnelles », des  détentions arbitraires et de la torture, « 2,8 millions [sont des] déplacés dans le pays même et 2 millions [sont] réfugiés à l'étranger ». « Les civils restent les cibles d'attaques de groupes armés sunnites et chiites » et les opérations militaires des forces américaines et irakiennes ont « continué de faire des victimes civiles ». « Le recours à la torture à grande échelle et d'autres sévices à l'égard des détenus sont toujours signalés » dans les prisons irakiennes surpeuplées (24 000 prisonniers) et dans les prisons des forces américaines (17 000 personnes). « Des détenus ont passé des années en prison sans inculpation ni procès […] Les violences contre les femmes […] restent un sérieux problème, perpétrées par des groupes d'insurgés, des miliciens, des policiers et des soldats […] les poursuites restent rares ». Les insurgés « ont pris spécialement pour cibles les femmes politiques, fonctionnaires, journalistes et militantes des droits des femmes », et les crimes d'honneur familiaux sont fréquents. Quant aux homosexuels, bisexuels et transsexuels, ils sont victimes « d'attaques d'acteurs étatiques ou non étatiques »[2].
  - Le ministère de la Santé demande l'interdiction du dentifrice, Signal 2 : « Le département de contrôle de la qualité et des normes du ministère de la Santé a testé le dentifrice Signal 2 fabriqué en France et il est évident qu'il contient du diéthylène glycol, hautement toxique s'il est ingéré ». La multinationale Unilever, a démenti utiliser cette substance, précisant que les normes sont les mêmes pour tous les produits Unilever dans le monde et estimant qu'il pourrait s'agir de contrefaçons.
- Mercredi 14 janvier 2009 : Le rapport trimestriel américain sur l'Irak souligne les progrès continus constatés dans le pays en matière de sécurité. Le nombre de morts civils a fortement décliné, tout comme le nombre de violences et de morts côté militaire américain. L'Iran est accusé d'exercer une influence néfaste en Irak en y soutenant des groupes armés, et de chercher à peser sur la politique intérieure du pays à l'occasion des élections : « L'Iran a cherché à faire dérailler l'accord de sécurité à long terme entre les États-Unis et le gouvernement irakien […] tandis qu'il continue d'accueillir, de former, de financer, d'armer et de diriger des groupes militants avec pour intention de déstabiliser l'Irak […] Téhéran devrait chercher à exercer son influence en Irak en identifiant et en soutenant les campagnes électorales des individus et partis pro-iraniens […] Le manque de services de base a désormais remplacé la sécurité en haut de l'échelle des préoccupations de la majorité des Irakiens, qui se disent insatisfaits de la qualité et de la disponibilité de la nourriture, de l'eau potable, de l'électricité, des systèmes d'égouts et de santé »[3].

- Vendredi 16 janvier 2009 : 

Nassiriyah

  - Un candidat aux élections provinciales de la Coalition de l'État de Droit  du premier ministre Nouri al-Maliki est abattu près de Hilla (province de Babylone à 120 km au sud de Bagdad). Quatre autres personnes ont été blessées dans la fusillade.
  - Ouverture à Nassiriyah du procès de 48 musulmans chiites — membres du groupe extrémiste Ansar al-Mahdi connu aussi sous le nom d'Al-Yemeni —  accusés de la mort de 16 personnes — 11 policiers et cinq civils — lors de heurts en 2008 avec les forces armées irakiennes dans les villes de Nassiriyah et de Bassorah. Lors des combats, au moins 70 personnes ont été tuées lors de ces heurts, dont 50 membres du groupe Ansar al-Mahdi. Des dizaines d'autres membres avaient été arrêtés.
- Dimanche 18 janvier 2009 : Selon le chef de délégation du CICR en Irak, quatre Irakiens, détenus dans la prison américaine de Guantanamo, sont transférés en Irak.
- Lundi 19 janvier 2009 : 
  - Une bombe magnétique placée sous la voiture d'un capitaine de police et déclenchée au passage d'un barrage militaire à Bagdad cause la mort du policier et blesse sept autres personnes dont 3 soldats irakiens.
  - Selon La Tribune de Genève, le journaliste Mountazer al-Zaïdi qui a lancé ses chaussures sur le président américain George W. Bush le 14 décembre dernier à Bagdad va demander l'asile politique en Suisse. Son avocat genevois estime que « même si de nombreux Irakiens soutiennent son acte, […, il] est à la merci d'extrémistes de tout poil […] et d'autres fous qui voudraient faire de lui un martyr de la souffrance de tout un peuple. […, Son client] devrait être jugé assez rapidement et écoper d'une peine avec sursis […] Il ne pourra plus travailler comme journaliste sans subir désormais de terribles pressions. Profilé à gauche, il se montre très critique vis-à-vis du gouvernement actuel en Irak qu'il juge trop soumis aux Américains. Sa vie peut devenir un enfer dans son pays ».
- Jeudi 22 janvier 2009 : Dans le cadre de la diversification de ses fournitures d'armes et ne pas dépendre uniquement des États-Unis au moment où le président américain Barack Obama entend accélérer le retrait de ses troupes, l'Irak entend accroître sa coopération militaire avec la Serbie. Le premier ministre Nouri al-Maliki reçoit le ministre serbe de la Défense Dragan Sutanovac, pour discuter « des mécanismes de coopération » « pour fournir à l'armée et la police irakiennes les équipements, les armes et la formation nécessaires ». En septembre 2007, le ministre de la Défense Abdel Qader Mohammed Jassem Obeidi avait signé avec Dragan Sutanovac une lettre d'intention concernant la coopération en matière de défense. En décembre 2007 le président serbe Boris Tadic avait annoncé un accord avec l'Irak d'une valeur de 235 M.$.
- Lundi 26 janvier 2009 : 
  - Deux hélicoptères entrent en collision dans le nord du pays causant la mort de 4 militaires américains.
  - Réunion de quelque 700 cheikhs de la grande confédération tribale des Bani Maliks à l'Hôtel Al-Mansour de Bagdad, venus rencontrer le premier ministre Nouri al-Maliki.
- Mardi 27 janvier 2009 : Le secrétaire à la Défense américain, Robert Gates, estime qu'il existe un risque de « revers » en Irak malgré une baisse des violences, et pense que Washington devait s'attendre à y maintenir une présence militaire « pendant de nombreuses années ».
- Mercredi 28 janvier 2009 : 
  - Début des opérations de vote dans 1 672 bureaux de vote par anticipation pour les élections provinciales concernant quelque 614 000 policiers, soldats, malades et prisonniers irakiens. Il s'agit du premier scrutin depuis 2005 et dans un cadre de baisse des violences. Lors des dernières élections en 2005, tous les électeurs, y compris les soldats, policiers, malades et prisonniers avaient voté le même jour, ce qui avait posé des problèmes de logistique, de sécurité, voire de fraude.
  - Deux policiers qui gardaient une école devant servir samedi de bureau de vote dans la ville Tuz Khurmatu, sont tués par des inconnus qui ont pris la fuite. Cette ville de 160 000 d'habitants à majorité turcomane chiite compte aussi des Kurdes et des turcomans sunnites.

- Jeudi 29 janvier 2009 : 

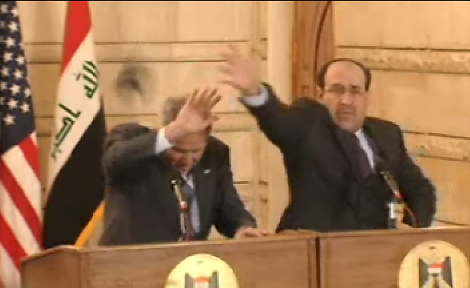
Le président Bush et le premier ministre irakien tentent d'éviter une deuxième chaussure

  - Le ministère de l'Intérieur irakien et le département d'État américain annoncent ne pas renouveler, avec effet immédiat, le contrat de la société privée de sécurité Blackwater dont 5 membres sont actuellement jugés pour homicide. Blackwater est la plus grande entreprise privée de sécurité utilisée par les Américains à Bagdad et ses agents assurent notamment la protection du personnel de l'ambassade des États-Unis à Bagdad. Le 16 septembre 2007, 5 de ses agents sont accusés d'avoir tiré en rafale sur des civils irakiens désarmés, tuant 14 personnes selon l'enquête américaine, 17 selon l'enquête irakienne. Vingt personnes avaient été blessées.
  - Trois colleurs d'affiches électorales ont été tués par des inconnus qui ont ouvert le feu sur eux dans la localité de Mandali près de la frontière avec l'Iran. Situé à 130 km à nord-est de Bagdad, Mandali est une ville à majorité kurde de confession chiite. Deux autres candidats sunnites ont été assassinés le même soir à Mossoul et à Bagdad.
  - Une sculpture en forme de chaussure géante, en hommage au journaliste irakien Mountazer al-Zaïdi qui avait lancé ses souliers sur l'ancien président américain George W. Bush, a été installée dans le jardin de la Fondation de l'enfance, à Tikrit, la ville natale du dictateur déchu Saddam Hussein, à 180 km au nord de Bagdad. L'œuvre de l'artiste Laith al-Ameri mesure trois mètres de haut sur deux mètres cinquante de large, et représente une chaussure dans laquelle un arbre a été planté. La Fondation de l'enfance qui se dit apolitique est une organisation irakienne s'occupant d'enfants dont les parents sont morts dans les violences qui ont ravagé le pays depuis l'invasion américaine de mars 2003.

Tikrit

- Samedi 31 janvier 2009 : élections provinciales irakiennes de 2009.
  - Quatre obus de mortier sont tombés près des bureaux de vote à Tikrit et cinq policiers et un civil ont été blessés par une bombe artisanale qui a explosé dans la rue principale de Touz Khormatou.
  - Près de 7 millions d'Irakiens sur 15 millions d'inscrits ont voté dans le calme mais sous haute surveillance pour départager les 14 431 candidats concourant pour 440 sièges dans les conseils provinciaux. Le taux de participation aux élections provinciales a atteint 51 %, contre 55,7 % lors du précédent scrutin en 2005. Les conseils provinciaux élisent ensuite les gouverneurs des provinces du pays.

### Février 2009
- Jeudi 5 février 2009 : Douze personnes sont tuées et 11 autres blessées dans un attentat suicide devant un restaurant à Khanaqin, à 170 km au nord de Bagdad (province de Diyala), près de la frontière iranienne. Toutes les victimes sont des hommes, le restaurant étant essentiellement fréquenté par des commerçants du marché limitrophe. Khanaqin est une ville où vivent 180 000 Kurdes chiites, et elle est protégée par les peshmergas (combattants kurdes), mais fait partie des douze « territoires disputés » dans le nord de l'Irak, à la suite de mouvements de population ordonnés par Saddam Hussein dans le cadre de sa politique « d'arabisation ».
- Vendredi 6 février 2009 : 
  - Visite surprise du secrétaire général des Nations unies, Ban Ki-moon, pour rencontrer le président Jalal Talabani.
  - Le Comité international olympique annonce la normalisation de la politique sportive de l'Irak avec l'élection le 14 mars prochain du nouveau Comité national olympique irakien avec  des « élections équitables et transparentes ». En mai 2008, le gouvernement irakien avait dissout le comité olympique irakien, reconnu et aidé depuis quatre ans par le CIO, pour le remplacer par un organisme chapeauté par un de ses représentants. Le CIO avait répondu à cette violation du principe de non-ingérence politique contenu dans la Charte olympique en suspendant le CNO irakien le 4 juin 2008, cependant une réunion de conciliation tenue le 29 juillet 2008, peu avant l'ouverture des JO de Pékin, avait permis à deux athlètes irakiens de participer aux jeux Olympiques d'été. Au cours de cette réunion, les officiels irakiens s'étaient engagés à rétablir l'indépendance de leur CNO, notamment par la tenue d'élections.
- Dimanche 8 février 2009 : Deux pèlerins chiites sont tués et onze autres blessés dimanche matin à Bagdad par une bombe placée sur le bord d'une route  dans le quartier nord d'al-Kahira, empruntée par des  pèlerins se rendent à pied à Kerbala, à 110 km au sud de Bagdad, pour commémorer le martyre en 680 de Hussein, petit-fils du prophète Mahomet.
- Mardi 10 février 2009 : Le président Nicolas Sarkozy arrive  à Bagdad pour une visite surprise : « Notre collaboration n'a pas de limites […] Nous souhaitons collaborer sur le plan économique, en matière d'énergie, de reconstruction ». Il  appelle les entreprises françaises à investir rapidement dans ce pays en pleine reconstruction. Parmi les filons à explorer, le président français cite la défense, le pétrole et l'eau.
- Mercredi 11 février 2009 : Des  membres des forces de l'ordre irakiennes, des miliciens et des civils chiites ont été tués dans plusieurs attentats. À 40 km au sud de Bagdad, deux policiers ont été tués et trois blessés dans l'explosion d'une bombe placée sur le bord de la route principale d'Iskandariyah. À Mossoul, un soldat a été tué et deux autres ont été blessés et un civil dans l'explosion d'une voiture piégée conduite par un kamikaze. À Bakouba (60 km au nord-est de Bagdad), un membre des Sahwa a été tué par balle et un policier a été tué par une bombe, lors d'une attaque contre des locaux de cette milice d'anciens insurgés qui se sont retournés contre Al-Qaïda. À Bagdad, au moins 16 personnes ont été tuées et 43 autres ont été blessés  par l'explosion de deux voitures piégées.

- Jeudi 12 février 2009 : 

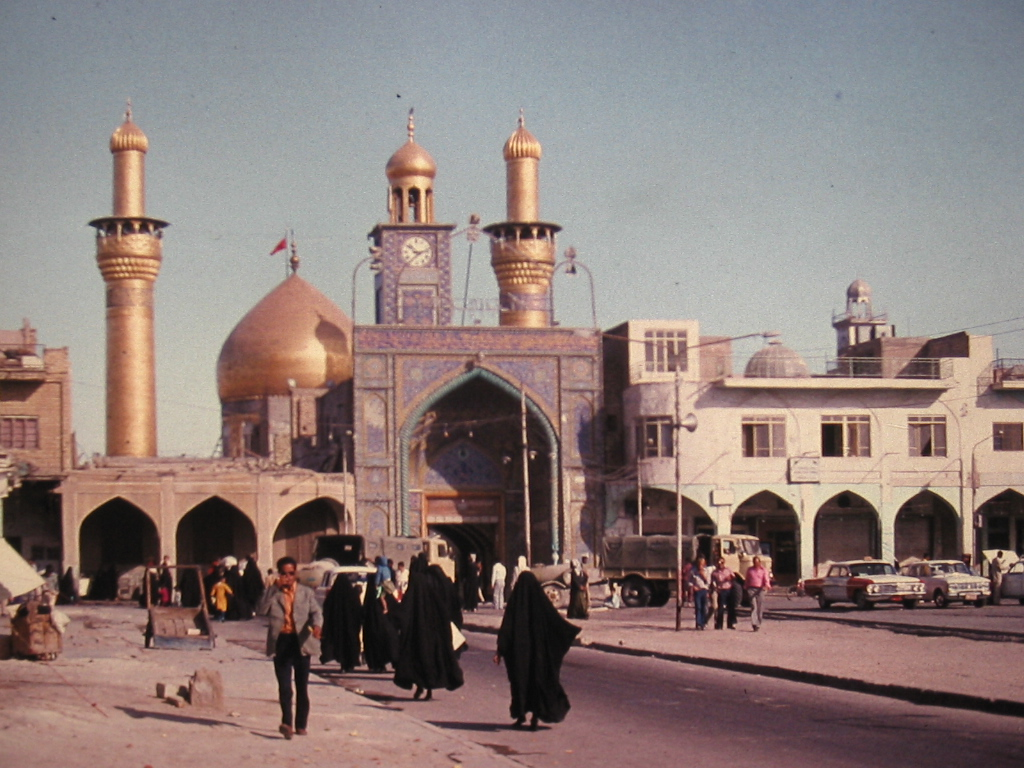
Mausolée de Kerbala

  - Une explosion près du mausolée chiite de l'imam Hussein à Kerbala fait 13 tués et plusieurs dizaines de blessés.
  - L'explosion d'une voiture piégée dans le centre de Mossoul cause la mort de 4 policiers et en blesse 3 autres, deux policiers et un civil.
- Vendredi 13 février 2009 : Un attentat suicide à Iskandariyah (40 km au sud de Bagdad) contre un groupe de pèlerins chiites se rendant à pied à Kerbala (110 km au sud de Bagdad) pour fêter le quarantième jour après l'Achoura, tue au moins 30 personnes et en blesse  25 autres.
- Samedi 14 février 2009 :  
  - Une fosse commune, contenant une quarantaine de cadavres, est découverte dans le village d'Al-Madain, un ancien bastion de l'insurrection sunnite à 25 km au nord de Bagdad. Les victimes auraient été tuées en 2006 alors que de nombreux terroristes sunnites opéraient dans ce secteur.
  - Kosrat Rassoul, secrétaire général adjoint de l'UPK et vice-président du Kurdistan, présente sa démission du bureau politique pour obtenir un meilleur partage du pouvoir. Quelques jours plus tard il reviendra sur sa décision.
- Lundi 16 février 2009 : 
  - Un bombe explose au passage d'un minibus, faisant 4 tués et 11 blessés, dans le quartier populaire chiite de Sadr City.
  - Des millions de pèlerins chiites commémorent sans incident à Kerbala le martyre en 680 de Hussein, petit-fils du prophète Mahomet. Quelque 30 000 policiers et militaires ont été déployés et des caméras de surveillance ont été installées dans la province pour prévenir toute attaque. Au cours de la semaine ayant précédé ce pèlerinage, 46 personnes ont été tuées dans quatre attentats visant les fidèles chiites.
  - Quatre adolescents de 14 à 15 ans qui jouaient au football à Amara (province de Maysan, Sud) sont tués et onze autres blessés par l'explosion d'une très ancienne roquette datant de la guerre Iran-Irak dans les années 1980.
- Mardi 17 février 2009 : 
  - Le ministre allemand des Affaires étrangères, Frank-Walter Steinmeier est en visite à Bagdad. Il est  reçu par son homologue Hoshyar Zebari et rencontrer le président Jalal Talabani ainsi que le premier ministre Nouri al-Maliki. Il doit aussi  inaugurer un consulat d'Allemagne à Erbil, capitale du Kurdistan irakien. Le premier ministre irakien affirme  que son pays ne tient  pas rigueur à l'Allemagne pour ne pas avoir participé à l'intervention de 2003 qui a renversé le dictateur Saddam Hussein.
  - Une bombe placée sur le bord d'une route près d'un marché a explosé en plein milieu de Sadr City, quartier pauvre du nord-est de Bagdad, au passage d'un minibus, tuant une personne et en blessant 19 autres dont trois femmes et un enfant.
- Mercredi 18 février 2009 : Un responsable sunnite du Parti islamique et fonctionnaire du ministère du Commerce est assassiné  devant son domicile dans le quartier Zafraniyah à Bagdad par des inconnus qui ont ouvert le feu sur lui depuis une voiture avant de prendre le fuite.
- Vendredi 20 février 2009 : Les forces de sécurité, dans une opération conjointe (police et armée) arrêtent 74  « terroristes » lors d'une opération à Mossoul (nord), ville considérée comme l'un des derniers bastions d'Al-Qaïda dans le pays. Selon le ministère de la Défense : « Ils appartiennent à différents groupes terroristes, surtout à Al-Qaïda [et l'opération] visait des terroristes et des criminels à Mossoul […] Les raids ont été menés après des informations des services de renseignements et avant qu'ils ne mettent leurs plans en application. Les forces ont également libéré une personne et désamorcé deux voitures piégées »
- Samedi 21 février 2009 : Les forces de sécurité, dans une opération conjointe (police et armée), arrêtent  Sabri Ghani al-Daïni, le ministre de l'Irrigation de l'État islamique d'Irak, et son fils Watheq, lors d'une opération dans le quartier d'Al-Tahrir dans le centre de Bakouba. Il était chargé dans les régions qu'Al-Qaïda contrôlait de répartir les terres aux agriculteurs et de leur fixer des quotas d'eau. L'État islamique d'Irak a été proclamé le 15 octobre 2006 par plusieurs groupes d'insurgés sunnites gravitant autour du réseau terroriste.
- Dimanche 22 février 2009 : 
  - Quatre membres du bureau politique du  parti du président Jalal Talabani — Jalal Johar, Omar Sayyed Ali, Othmane Haj Mahmoud et Mustapha Sayyed Qader — donnent leur démission pour protester « vivement » contre « le manque de transparence et de démocratie » au sein de la formation et contre le fait que leurs « demandes en matière de réformes radicales n'aient pas été appliquées […] et que les promesses de Talabani n'aient pas été tenues ».
  - Les autorités irakiennes annoncent  l'implication du député sunnite Mohammed al-Daïni dans un attentat en 2007 contre la cafétéria du Parlement, qui avait fait huit morts dont un député. Le porte-parole du commandement militaire de Bagdad, le général Qassem Atta, présente des vidéos dans lesquelles le neveu et le responsable de la sécurité du député avouent avoir commis des crimes sur ordre de l'élu. Le neveu du député assure que son oncle lui avait « ordonné d'introduire le kamikaze au Parlement » en 2007, ce dernier « est entré avec une autorisation délivrée par Mohammed al-Daïni et s'est fait exploser dans le Parlement ». Il a également reconnu « avoir commis des dizaines de crimes, dont des meurtres » toujours sur ordre du député. Le 25 février, le Parlement vote la levée de l'immunité de Mohammed al-Daïni[4].
- Lundi 23 février 2009 : Trois soldats américains et leur interprète sont tués dans des combats dans la province de Diyala (nord).
- Mardi 24 février 2009 : Deux policiers irakiens ouvrent le feu sur une patrouille américaine, tuant un soldat américain et leur interprète et blessant 3 autres soldats à Mossoul (nord).
- Jeudi 26 février 2009 : 
  - Un attentat à la bombe dans le quartier Jadriya (sud de Bagdad), près de l'université, tue 2 soldats irakiens et blesse 10 autres personnes dont des étudiants.
  - Le vice-premier ministre et ministre koweïtien des Affaires étrangères, cheikh Mohammed al-Sabah, arrive à Bagdad pour la première visite d'un responsable koweïtien de ce rang en Irak depuis l'invasion de 1990.
- Vendredi 27 février 2009 : Un militaire américain est tué par un tir alors qu'il  participait à une patrouille de l'armée à Bagdad. Le nombre de soldats américains morts en Irak depuis l'invasion du pays en mars 2003 s'élève désormais à 4 252.

### Mars 2009
- Dimanche 1er mars 2009 : Les violences ont coûté la vie à 211 civils, 17 militaires et 30 policiers irakiens en février, un bilan en hausse par rapport à janvier. 528 autres irakiens ont été blessés dans des attentats et attaques en février, contre 191 en janvier, le mois qui avait enregistré le niveau de violences le plus bas depuis l'invasion américaine en 2003. En 2008, 6 772 Irakiens avaient été tués dans des violences et en 2007, ce sont 17 430 irakiens qui  avaient péri à cause des violences. Par ailleurs, 61 insurgés ont été tués et 508 autres ont été arrêtés.
- Lundi 2 mars 2009 : Un soldat américain succombe à ses blessures après avoir été atteint alors qu'il participait à une patrouille militaire dans le nord de Bagdad.
- Mercredi 4 mars 2009 : Au moins 2 personnes sont tuées et 12 autres blessés dans un attentat suicide perpétré dans le centre de Bagdad visant une patrouille de la police. Le kamikaze a actionné sa ceinture d'explosifs au milieu des policiers qui constituent la « majorité » des victimes.
- Jeudi 5 mars 2009 : 10 civils sont tués et 56 autres blessés dans un attentat au véhicule piégé perpétré sur le marché de Medhatiyah, près de Hilla, à 120 km  au sud de Bagdad. Il s'agit de l'attaque la plus meurtrière en Irak depuis plusieurs semaines.
- Vendredi 6 mars 2009 : Un policier est tué et deux autres sont blessés dans l'explosion d'une mine artisanale au passage de leur patrouille, à Tarmiyah, un ancien bastion d'Al-Qaïda à 40 km au nord de Bagdad.
- Dimanche 8 mars 2009 : 
  - L'armée américaine  annonce  le retrait de 12 000 de ses soldats d'ici à septembre, accélérant le désengagement américain d'Irak. Si les autorités irakiennes assurent être prêtes à assurer l'ordre après le retrait des soldats américains, des inquiétudes persistent en raison des lacunes des forces de sécurité irakiennes.
  - 88 personnes sont tuées et 56 autre blessées dans un attentat suicide au vélo piégé perpétré près de l'académie de police de Bagdad déjà cible d'un attentat meurtrier le 1er décembre 2008.
- Mardi 10 mars 2009 : 
  - L'ex-parti Baas, interdit depuis 2003 et dirigé par l'ancien no 2 du régime de Saddam Hussein, Ezzat Ibrahim al-Douri, rejette la « réconciliation » proposée par le premier ministre Nouri al-Maliki : « Le Baas et ses hommes refusent […] la rencontre, le dialogue et l'accord avec les collaborateurs, les espions et les traîtres […] Ceux qui veulent la réconciliation […] doivent reconnaître que la résistance nationale est la seule voie vers la libération [et] annuler le processus politique engagé à la faveur de l'occupation. [Il demande au gouvernement] d'annuler définitivement la loi de débaassification et d'accorder des compensations aux personnes affectées [et de] remettre [à la justice] les collaborateurs, les espions et les traîtres [et de] considérer les procès en cours comme nuls et illégaux car ils sont intervenus à la faveur de l'occupation ». Ezzat al-Douri, seul proche collaborateur de Saddam Hussein encore en fuite, est recherché par les Américains qui l'accusent d'organiser et de financer l'insurrection[5].
  - 33 personnes sont tuées et 46 autres blessées dans un attentat suicide sur le marché d'Abou Ghraib, à 25 km à l'ouest de Bagdad, lors de la visite du marché par  des chefs de tribus et des responsables militaires. Parmi les victimes 2 journalistes de la télévision privée al-Baghdadiya sont morts et un autre de la chaîne publique al Iraqiya est blessé.
- Mercredi 11 mars 2009 : La Haute Cour pénale condamne l'ancien vice-premier ministre de Saddam Hussein, Tarek Aziz, et Ali Hassan al-Majid, alias « Ali le Chimique », à quinze ans de prison, coupables de « meurtres prémédités » et de « crimes contre l'humanité » pour l'exécution de 42 commerçants irakiens en 1992. Ils étaient jugés avec six autres accusés et risquaient la peine de mort.
- Jeudi 12 mars 2009 : Le journaliste irakien, Mountazer al-Zaïdi, qui avait lancé ses chaussures en décembre à la tête du président américain George W. Bush est  condamné  par la Cour criminelle centrale à trois ans de prison pour agression contre un chef d'État en visite officielle.

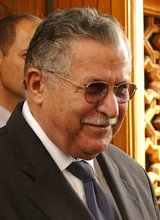
Jalal Talabani
(2003)

- Samedi 14 mars 2009 : Selon un responsable de l'Union patriotique du Kurdistan, le président Jalal Talabani (75 ans) qui appartient à minorité kurde, se déplace avec une canne et a des problèmes de santé, quittera définitivement la présidence de l'Irak en 2010 et ne sera pas candidat à sa propre succession, mais devrait rester  présent sur la scène politique irakienne. En février 2007, il  avait  été soigné pour grande fatigue et déshydratation et en août 2008, lors d'une opération au genou, les médecins avaient découvert un problème vasculaire et l'avait opéré du cœur. Élu à la présidence en 2005, Jalal Talabani avait été réélu en 2006 pour un mandat de 4 ans.
- Lundi 16 mars 2009 : Un soldat américain succombe  à ses blessures infligées lors d'une attaque contre une patrouille de son unité à Bagdad. Ce décès porte à 4 258 le nombre de militaires américains morts en Irak depuis mars 2003.
- Lundi 23 mars 2009 : 
  - Le président Jalal Talabani, recevant le président turc Abdullah Gül à Bagdad, déclare que les séparatistes kurdes du PKK doivent « déposer les armes ou quitter l'Irak ».
  - 27 personnes sont tuées et 50 autres blessées, essentiellement des Kurdes, dans un attentat suicide perpétré au milieu d'une cérémonie de condoléances au nord-est de Bagdad.
- Mercredi 25 mars 2009 : 
  - Le ministre de la Défense Abdel Qader Obeidi signe, avec le ministre français de la Défense Hervé Morin, un contrat portant sur l'achat par l'Irak de 24 hélicoptères militaires EC 635 d'Eurocopter. Il s'agit du premier contrat d'armement entre les deux pays depuis 1990.
  - Selon l'armée américaine, le nombre d'attentats et attaques en Irak a atteint son niveau le plus bas depuis 2003 : « Il y avait 1.250 attaques par semaine au plus fort des violences, aujourd'hui il y en a parfois moins de 100 par semaine  ». Selon le général Perkins : « Les violences ont baissé en intensité depuis la fin de 2007, notamment en raison de l'intensification des opérations américaines contre les insurgés et du renforcement des forces de sécurité irakiennes, mais des attentats meurtriers ont encore lieu de façon quasi quotidienne ». En 2008, 6 772 policiers, militaires et civils irakiens ont péri dans les violences contre 17 430 en 2007.
- Dimanche 29 mars 2009 : 6 personnes sont tuées et 7 autres blessées dans l'explosion d'une bombe visant une patrouille chargée de la protection des infrastructures pétrolières dans le quartier Hamdane à Bassorah capitale du delta à 550 km au sud de Bagdad.
- Lundi 30 mars 2009 : Un sergent américain est condamné à 35 ans de prison par une cour martiale pour le « meurtre avec préméditation » de 4 prisonniers irakiens en 2007. Les quatre prisonniers, menottés et aveuglés par un bandeau, avaient été tués d'une balle dans la tête, avant que leurs cadavres ne soient jetés dans un canal à Bagdad. Un acte de revanche présumé, après la mort de deux Américains lors de l'attaque d'une patrouille américaine. Au total, sept militaires américains sont impliqués dans cette affaire.
- Mardi 31 mars 2009 : 
  - 7 personnes dont 4 policiers sont  tuées dans un attentat suicide au camion piégé contre un poste de police au centre de Mossoul (Kurdistan).
  - Début officiel du retrait de Bassorah du régiment des Royal Marines de l'armée britannique. 4 100 soldats britanniques sont toujours déployés. Ils seront remplacés jusqu'à fin 2011 par la 10e division de montagne de l'armée américaine. 179 soldats britanniques sont morts en Irak depuis mars 2003.

### Avril 2009
- Jeudi 2 avril 2009 : 
  - L'Irak a annoncé aujourd'hui son intention de faciliter l'obtention des visas pour les touristes et les investisseurs étrangers afin de relancer l'économie du pays mis à mal par six ans de violences après treize ans d'embargo international. L'obtention des visas était devenue progressivement très difficile, à l'exception de ceux pour les journalistes, les pèlerins iraniens et les contractuels travaillant pour les forces de la Coalition[6].
  - L'armée américaine remet le contrôle des Sahwa (92 000 soldats) aux autorités irakiennes.
- Lundi 6 avril 2009 : 
  - Une série de 6 attentats à la voiture piégée ont tué 34 personnes et en ont blessé 139 autres dans divers quartiers chiites de Bagdad, la plupart sur des marchés à une heure de grand affluence.
    - Dans le quartier Allaoui, un attentat à la voiture piégée dans le centre de Bagdad cause la mort de 4 personnes et en blesse 15 autres. La majorité des victimes sont des journaliers qui attendaient d'être embauchés.
    - Sur un marché de Sadr City (ouest de Bagdad), deux voitures piégées explosent à quelques minutes d'intervalle, faisant 12 morts et 23 blessés.

  - Un soldat américain est tué dans la province de Diyala lors d'une opération militaire. Il est le 4 266ème soldat américain mort en Irak depuis mars 2003.
  - Au Kentucky, ouverture du procès d'un militaire américain, soupçonné d'avoir été, en mars 2006, l'initiateur et le responsable d'une expédition criminelle avec quatre autres soldats ayant abouti au massacre d'une famille irakienne. Les quatre autres militaires ont déjà été condamnés devant une cour martiale américaine où ils ont livré des détails sordides sur les faits.
  - À Istamboul (Turquie) le président américain Barack Obama a cité l'Irak comme exemple du changement de politique qu'il souhaite impulser par rapport à son prédécesseur George W. Bush : « Faire bouger le navire étatique prend du temps [… le retrait des troupes américaines doit se faire] en faisant très attention à ne pas provoquer un plongeon dans la violence ».
- Mardi 7 avril 2009 : 
  - Un attentat à la voiture piégée cause la mort de 8 personnes dans la rue menant au mausolée chiite de Moussa Kazem, le 7e imam de l'islam chiite, qui venait d'être rouverte après deux ans de fermeture, en raison de l'amélioration de la sécurité. Au total 6 attentats à la voiture piégée ont eu lieu ce jour tuant 34 personnes et faisant 130 blessés.
  - Le président américain Barack Obama effectue une visite surprise à Bagdad, une étape symbolique dans la capitale irakienne pour le président qui s'est engagé à retirer l'essentiel des troupes américaines du pays dans un délai de 19 mois, estimant que les « dix-huit prochains mois » pourraient être « critiques » déclarant : « Il est temps pour nous de transférer [le contrôle] aux Irakiens. Ils ont besoin de prendre les rênes de leurs pays ». Le président américain a ensuite rencontré le premier ministre irakien, Nouri al-Maliki.
  - La peine de prison de Mountazer al-Zaïdi, le journaliste rendu célèbre pour avoir lancé ses chaussures à la tête du président américain George W. Bush, a été réduite en appel de trois à un an « et ce pour plusieurs raisons : ses motifs, son jeune âge et le fait qu'il n'ait pas commis de crimes auparavant » selon son avocat. Condamné le 12 mars à trois ans de prison par la Cour criminelle centrale d'Irak, il devrait donc être libre à la mi-septembre prochain.
- Mercredi 8 avril 2009 : 
  - À Bagdad, un attentat au sac piégé, visant le mausolée chiite de Moussa Kazem, le 7e imam de l'islam chiite, cause la mort de 7 personnes et en blesse 23 autres; des femmes et des enfants figurent parmi les victimes.
  -  Kurdistan : Le groupe Lafarge inaugure à Bazian, à trente kilomètres de Suleimaniyah, la plus grande cimenterie du pays d'une capacité annuelle de 2,7 millions de tonnes. Elle est opérationnelle depuis l'été 2008. Lafarge exploitait déjà une cimenterie située à Tasjula à une trentaine de kilomètres de Bazian. Ces cimenteries sont détenues en majorité au côté de partenaires irakiens à la suite de l'acquisition des cimenteries de l'égyptien Orascom en janvier 2008. Elles emploient environ 2 000 personnes et ont une capacité totale de 5 millions de tonnes par an, soit un quart du marché irakien en pleine reconstruction et dont les besoins augmentent de 15 % par an.
- Jeudi 9 avril 2009 : Grande manifestation à Bagdad à l'appel du chef radical chiite Moqtada Sadr contre « l'occupation américaine », à l'occasion du 6e anniversaire de la chute du régime de Saddam Hussein. Arborant des drapeaux irakiens et des images de leur chef, les manifestants ont répondu en scandant « À bas l'Amérique », « L'occupant dehors », « Oui à Moqtada ». Le chef religieux a adopté un ton ultra-nationaliste et un discours violemment hostile à la présence de troupes étrangères dans son pays, alors que ses partisans ont affronté à plusieurs reprises les soldats américains dans la ville sainte de Najaf et dans le bidonville de Sadr City.
- Vendredi 10 avril 2009 : Deux attentats à mine artisanale causent la mort de 3 personnes et en blessent 7 autres à Youssoufiyah (25 km de Bagdad) et près de Baqouba (province de Diyala). Un autre attentat suicide au camion piégé tue 5 soldats américains à Mossoul ce qui constitue l'attaque la plus meurtrière contre les forces de la coalition depuis plus d'un an.
- Samedi 11 avril 2009 : Un attentat suicide au camion piégé, contre le quartier général d'une milice sunnite alliée des Américains (les Sahwa) au sud de Bagdad, cause la mort de 9 personnes et en blesse 33 autres.
- Dimanche 12 avril 2009 : 
  - Un attentat à la mine artisanale cause la mort d'un soldat américain dans la province de Salaheddine après que son véhicule a sauté. Ce nouveau décès porte à 4 272 le nombre de militaires américains morts en Irak depuis mars 2003.
  - Selon le général Raymond Odierno, commandant des forces américaines en Irak, les violences en Irak « demeurent à leur bas niveau de 2003 », estimant que l'échéance 2011 pour un retrait des troupes américaines serait respectée. Selon lui, malgré les éruptions de violence au cours de la semaine passée, et notamment l'attentat suicide de Mossoul qui a tué cinq soldats américains et trois Irakiens, « les violences en général demeurent à leur bas niveau de 2003 ».
  - Des centaines de chrétiens irakiens se sont rassemblés à Karrada (centre de Bagdad) pour célébrer Pâques, avec une pensée pour les milliers de leurs coreligionnaires ayant fui le pays en raison des violences depuis l'invasion américaine de 2003. Dans son message aux fidèles rassemblés dans l'Église de la Vierge Marie, le père Boutros Hadad a affirmé que Pâques, la plus importante fête du christianisme, était une occasion de pardonner et regarder vers l'avenir se disant optimiste quant à l'évolution de la situation en Irak, où les violences confessionnelles ont contraint des milliers de chrétiens à quitter le pays au cours des dernières années. Depuis 2003, plus de 200 chrétiens ont été tués dans les violences. Sur les 800 000 chrétiens qui vivaient en Irak avant 2003, 250 000 ont quitté le pays.
- Mercredi 15 avril 2009 : 
  -  Kurdistan : Un attentat suicide à la voiture piégée perpétré à Kirkouk (nord), contre un bus transportant chez eux des policiers chargés de la protection d'installations pétrolières de la North Oil Company, une entreprise pétrolière publique, cause la mort d'au moins 10 policiers et en blesse 22 autres.
  - Selon un rapport de l'ONG indépendante Iraq Body Count (IBC), les exécutions consécutives à des enlèvements ont été la cause la plus fréquente de la mort de civils depuis mars 2003. 33 % des civils morts durant cette période ont été victimes de ce genre de meurtre.
- Jeudi 16 avril 2009 : 
  - La reconstruction de la coupole et des deux minarets du mausolée de Samarra (nord), considéré parmi les plus beaux du pays, est désormais achevée. Sa destruction par Al-Qaïda en 2006 avait déclenché une guerre sanglante entre les deux branches de l'Islam. Le dôme en or, haut de 20 mètres et ayant 68 mètres de diamètre, avait été construit en 1905. Les travaux de restauration ont été lancés en février 2008 avec l'aide de l'Unesco. Le remplacement des 72 000 plaques d'or qui recouvrent la coupole et des carreaux de faïence émaillée prendront plus de temps. Dans ce mausolée sont enterrés les 10e et 11e imams chiites, Hasan al-Askari et Ali al-Hadi, qui ont vécu au IXe siècle.
  - Un attentat suicide contre la base militaire irakienne de Habbaniya (60 km ouest de Bagdad) blesse 38 militaires sahwa dont des officiers.
- Vendredi 17 avril 2009 : Un groupe inconnu, « les Brigades de la vertu », a lancé des menaces de mort à l'encontre des homosexuels (les « petits chiens » en argot arabe) sur des affiches placardées à Sadr City, bastion du dirigeant radical chiite Moqtada Sadr. Début avril, les corps criblés de balles de trois jeunes hommes, présentés comme homosexuels, avaient été retrouvés dans un terrain vague à la limite de Sadr City, un quartier pauvre de Bagdad où vivent près de 2 millions d'Irakiens. Un des leaders du courant de Sadr, cheikh Jassem al-Moutaïri, a récemment fustigé « les nouvelles pratiques privées de certains hommes qui s'habillent comme des femmes, qui sont efféminés » appelant les familles à « empêcher leurs enfants de suivre cette façon de vivre »[7].
- Lundi 20 avril 2009 : Un kamikaze à la ceinture d'explosifs s'est fait exploser aujourd'hui au passage d'une patrouille tuant 3 policiers et en blessant 9 autres, dont huit soldats de la coalition internationale, à Baqouba (60 km au nord de Bagdad).
- Mardi 21 avril 2009 : Une délégation d'une dizaine de hauts responsables des principales sociétés américaines des nouveaux médias, notamment Google, Twitter et YouTube, est en visite de 3 jours en Irak pour voir comment aider à développer leur secteur d'activité dans le pays. Leur objectif est de donner des idées aux responsables privés et publics irakiens sur la meilleure façon d'utiliser les nouveaux médias dans leur pays.
- Mercredi 22 avril 2009 : La délégation spéciale de l'ONU (UNAMI) remet officiellement son rapport contenant ses propositions concernant les 12 régions disputées entre Arabes et Kurdes, dont la ville pétrolière de Kirkouk, où coexistent plusieurs communautés. Il s'agit de douze secteurs qui se trouvent dans le nord de l'Irak : sept dans la région de Ninive dont la capitale est Mossoul, deux dans la province de Diyala, un à Salaheddine, un dans la province kurde de Souleimaniyeh et Kirkouk. Ses régions sont l'objet de conflits, à la suite de mouvements de populations ordonnés par l'ancien dictateur Saddam Hussein dans le cadre de sa politique « d'arabisation » et de répression contre les populations qu'il jugeait hostiles[8].
- Jeudi 23 avril 2009 : 
  - Le général Qassem Atta de l'armée irakienne annonce l'arrestation à Bagdad, du mystérieux chef d'Al-Qaïda en Irak, Abou Omar al-Bagdadi, né en 1969, responsable de plusieurs dizaines d'attentats suicide. Le premier chef d'Al-Qaïda en Irak, Abou Moussab al-Zarqaoui, avait été tué en juin 2006 par les Américains, puis fut remplacé jusqu'en octobre 2006 par Abou Ayoub al-Masri jusqu'à son remplacement par Abou Omar al-Bagdadi. Ce n'est pas la première fois que les autorités annoncent la mort ou l'arrestation de ce chef rebelle, dont l'existence même a été mise en doute par les Américains jusqu'en décembre 2007.
  - Un attentat suicide à Bagdad, contre des policiers qui distribuaient de l'aide humanitaire à des familles déplacées fuyant des exactions interconfessionnelles, cause la mort de 28 personnes dont 5 enfants et en blesse 52 autres. La kamikaze était une femme qui portait la traditionnelle abaya noire cachant ses explosifs.
  - Un attentat suicide, contre un restaurant de Mouqdadiyah près de Baqouba, dont le toit s'est effondré, cause la mort d'au moins 56 personnes dont 52 pèlerins iraniens en route pour la ville sainte chiite de Kerbala. 63 autres personnes sont blessées.
- Vendredi 24 avril 2009 : 
  - Un double attentat suicide, commis par 2 femmes kamikazes, peu avant l'heure de la prière près du mausolée de l'imam Moussa al-Kadhim, un sanctuaire chiite du quartier de Kazimiyah à Bagdad, cause la mort de 71 personnes et en blesse 120 autres. Il s'agissait de l'attaque la plus meurtrière à Bagdad depuis mars 2008 et le second attentat frappant en 24 heures des pèlerins iraniens, qui viennent par centaines de milliers chaque année visiter les lieux saints du chiisme en Irak.
  - Un autre attentat à la bombe près de Baqouba cause la mort d'un chef Sahwa et de deux autres personnes.
- Samedi 25 avril 2009 :  La secrétaire d'État américaine, Hillary Clinton, est arrivée à Bagdad pour une visite surprise, à neuf semaines du retrait des forces américaines des villes qui connaissent actuellement une vague de violence sans précédent en 2009. Selon Hillary Clinton, « les attentats suicide, terribles par le nombre de morts et de blessés qu'ils provoquent, […] sont le signe malheureusement tragique que les partisans du refus craignent de voir l'Irak aller dans la bonne direction […] Je pense qu'il y aura toujours en Irak des conflits politiques comme dans n'importe quelque société, mais je crois réellement que l'Irak dans son ensemble va dans la bonne direction ». Outre le général Raymond Odierno, elle doit s'entretenir avec le président Jalal Talabani, le premier ministre Nouri al-Maliki, le ministre des Affaires étrangères Hoshyar Zebari et le représentant de l'ONU en Irak, Staffan de Mistura, qui vient de rendre un rapport sur la quinzaine de « régions disputées » entre Arabes et Kurdes, notamment la province de Kirkouk, riche en pétrole.
- Dimanche 26 avril 2009 : 
  - À la suite d'une opération de l'armée américaine à Kout (sud) qui s'est soldée par la mort d'une femme et d'un policier, le premier ministre Nouri Al-Maliki a qualifié l'opération « d'infraction » au pacte de sécurité signé en novembre entre Bagdad et Washington et a demandé que « la Force multinationale traduise en justice les auteurs » de l'opération.
  - Un employé chrétien de la Compagnie des pétroles du Nord a été tué et ses deux fils blessés par des terroristes chez lui dans la soirée. Puis les assaillants sont entrés dans la maison d'une employée chrétienne de la même compagnie la tuant et poignardant sa fille laissée pour morte. Les assaillants ont usé d'armes automatiques.
- Mardi 28 avril 2009 : Pour célébrer le 72e anniversaire de la naissance de l'ancien président Saddam Hussein, plusieurs dizaines de partisans nostalgiques se sont recueillis sur sa tombe près de Tikrit.
- Mercredi 29 avril 2009 : Triple attentat à la voiture piégée sur trois marchés du quartier chiite de Sadr City à Bagdad, causant la mort de 45 personnes et en blessant 63 autres.
- Jeudi 30 avril 2009 : Selon l'armée américaine, « deux marines et un marin ont été tués lors d'opérations de combat » dans la province d'al-Anbar (ouest), un ancien fief de l'insurrection sunnite.

### Mai 2009
- Samedi 2 mai 2009 :
  -  Kurdistan : Un attentat à la bombe artisanale cause la mort de 3 ouvriers du bâtiment qui circulaient en voiture et en blesse 2 autres près de Kirkouk (nord).
  - Un soldat irakien tue à l'arme à feu 2 soldats américains et en blesse 3 autres dans un petit avant-poste à 20 km au sud de Mossoul (nord). L'assaillant, un soldat irakien originaire de Dhoulouiyah (70 km au nord de Bagdad), a été abattu. Il était aussi l'imam de la mosquée d'un centre de formation militaire, Hammam al-Alil, à 25 km au sud de Mossoul.
- Lundi 4 mai 2009 : Le premier ministre Nouri al-Maliki est en visite en France pour rencontrer le président français Nicolas Sarkozy avec lequel il a parlé de collaboration dans les domaines des « transports, énergie, eau, économie, sécurité et coopération militaire ». Il s'est voulu rassurant sur la stabilité de l'Irak malgré une poussée de violences et a encouragé les entreprises françaises à y investir, affirmant que « tous les domaines sont ouverts aux sociétés françaises » qui sont « les bienvenues pour travailler en Irak quand elles le souhaitent ».
- Samedi 9 mai 2009 :
  - Le pape Benoît XVI, en visite à Amman, plaide pour la reconnaissance des « droits fondamentaux à une coexistence pacifique » des chrétiens d'Irak : « J'invite avec insistance les diplomates et la communauté internationale […] ainsi que les responsables politiques et religieux à faire tout ce qui est possible pour assurer à l'antique communauté chrétienne de cette noble terre ses droits fondamentaux à une coexistence pacifique avec l'ensemble des autres citoyens ».
  - Un général de la police est tué par balles à Zoubaïr (près de Bassorah).
- Dimanche 10 mai 2009 : Visite surprise de la présidente de la Chambre des Représentants américains Nancy Pelosi au cours de laquelle elle a eu un entretien avec le premier ministre Nouri Al-Maliki. Elle a aussi rencontré des soldats et des responsables américains. Elle est l'un des responsables démocrates les plus critiques vis-à-vis de la guerre américaine en Irak où elle s'était déjà rendue en mai 2008.
- Mercredi 6 mai 2009,  Kurdistan : Des bombardements de l'aviation turque ont anéanti plusieurs abris et dépôts d'armes dans les zones de Zap et d'Avasin-Basyan au Kurdistan irakien, tuant 10 rebelles du PKK.
- Lundi 11 mai 2009 :
  -  Kurdistan : Plusieurs obus de mortiers tirés par les forces de sécurité iraniennes des éléments du PJAK, organisation sœur du Parti des travailleurs du Kurdistan, dans la région montagneuse de Yüksekova, à l'intersection des frontières turque, iranienne et irakienne, sont tombés dans l'extrême sud-est de la Turquie, sans faire de victimes. Les artilleries iranienne et turque bombardent régulièrement cette zone.
  - Bagdad : Un sergent de l'armée américaine ouvre le feu sur des camarades dans un hôpital militaire, faisant cinq morts. Le lendemain, il est inculpé de pour meurtre et coups et blessures aggravés.
- Mardi 12 mai 2009 :
  -  Kurdistan : Un attentat suicide à la voiture piégée cause la mort d'au moins 5 personnes, dont 3 policiers, et en blesse 11 autres, dont 3 policiers, à Kirkouk.
  -  Kurdistan : Plusieurs centaines d'Irakiens à l'initiative de dix grandes tribus arabes de la région ont manifesté à Mossoul pour demander le retrait des forces kurdes irakiennes déployées dans la province de Ninive depuis plusieurs années et pour soutenir le gouverneur, empêché récemment par les peshmergas de se rendre dans des villages de cette province. Outre le départ des forces kurdes de sécurité, les manifestants demandaient la libération des personnes détenues dans les prisons kurdes. La province de Ninive, dont Mossoul est la capitale, est frontalière du Kurdistan irakien. Après l'invasion du pays en mars 2003 par la coalition menée par les troupes américaines, les peshmergas ont été déployés en grand nombre dans cette province pour assurer la sécurité[9].
- Samedi 16 mai 2009:
  - Un tir de roquette à Sadr City, visant une position américaine, cause la mort de 4 personnes dont 2 enfants et un bébé.
  - Un soldat américain trouve la mort dans un combat dans la région de Bassorah.
- Mardi 19 mai 2009 : Trois Irakiens ont été tués et dix autres blessés dans diverses violences dans le pays, à Tali et à Mossoul.
- Jeudi 21 mai 2009 :
  -  Kurdistan : Au moins 7 miliciens anti Al-Qaïda sont tués et quatre autres blessés dans un attentat suicide à Kirkouk.
  - Bagdad : L'explosion d'une mine artisanale sur un marché de Bagdad, visant une patrouille de l'armée américaine, cause la mort d'au moins 12 personnes dont 3 soldats américains et blesse 25 autres personnes.
- Vendredi 22 mai 2009, Bagdad : Un entrepreneur américain du bâtiment, James Kitterman (60 ans), est retrouvé mort, ligoté, les yeux bandés et poignardé dans sa voiture, à l'intérieur de la zone verte — secteur ultra-protégé où se trouvent notamment les bâtiments gouvernementaux et l'ambassade américaine.
- Samedi 23 mai 2009, Bagdad : Un tir de mortier ou de roquette contre la « zone verte » cause la mort de 2 civils.
- Lundi 25 mai 2009 : Trois personnes ont été tuées et deux autres blessées dans l'explosion d'une mine artisanale qui visait un convoi américain près de Falloujah, « incluant des forces de la Coalition (des soldats américains, ndlr), des civils travaillant pour le gouvernement américain et des contractuels ».
- Jeudi 28 mai 2009,  Kurdistan : L'aviation turque a bombardé « un grand groupe » de rebelles kurdes dans le nord de l'Irak après une attaque qui a coûté la vie à six soldats turcs.
- Samedi 30 mai 2009: Le ministre du Commerce, Abdel Falah al-Soudani, limogé lundi après des accusations de corruption, est arrêté à l'aéroport de Bagdad alors qu'il tentait de fuir le pays, cherchant « à se soustraire à la justice et à s'envoler pour les Émirats arabes unis », selon le chef de la commission parlementaire pour l'intégrité publique Sabah Saadi.
- Dimanche 31 mai 2009: Un journaliste irakien a été tué et trois employés de chaînes de télévision irakiennes ont été blessés dans deux attentats à la bombe à Bagdad et à Mossoul. Selon l'Observatoire irakien de la liberté de la presse, au moins 246 employés de médias, dont 22 étrangers, ont été tués depuis l'invasion américaine de l'Irak en mars 2003.

### Juin 2009
- Mardi 2 juin 2009,  Kurdistan : 44 rebelles ont été arrêtés à Kirkouk lors d'une opération menée conjointement par la police irakienne et l'armée américaine. Les suspects sont accusés d'avoir commis des attentats contre les civils irakiens et les forces de sécurité, ainsi que des enlèvements, des extorsions de fonds et du trafic de drogue.
- Mercredi 3 juin 2009, Bagdad : L'explosion d'une bombe dans un café du sud de la ville cause la mort de 9 civils et en blesse 31 autres, alors que les consommateurs regardaient à la télévision un match de football. Le pays a connu en mai son niveau le plus bas depuis l'intervention américaine en 2003 avec 155 civils, militaires et policiers irakiens tués.
- Jeudi 4 juin 2009, Diyala : Un soldat américain est mort de ses blessures faites lors d'une attaque à la grenade contre sa patrouille dans cette province du nord-est de Bagdad.
- Vendredi 5 juin 2009 : Le ministère de l'Intérieur présente les grandes lignes de stratégie pour prendre d'ici un mois le contrôle des villes, villages et localités sans l'aide des forces américaines. Désormais la sécurité sera assurée par quelque 500 000 policiers, soutenus par l'armée irakienne dans les localités les plus dangereuses. Huit villes situées dans le centre et le sud seront sous la seule sécurité de la police et sept autres seront « sous la responsabilité conjointe des forces des ministères de la Défense et de l'Intérieur », dont Bagdad, Diyala, Mossoul, Samarra, Kerbala et Bassorah. Neuf divisions de forces de sécurité seront déployées : 4 de la police nationale, dont des troupes d'élite, et 5 des garde-frontières. Le gouvernement mettra également l'accent sur le contrôle des frontières, particulièrement celle avec l'Iran, jugée trop poreuse aux infiltrations de « groupes spéciaux » de miliciens chiites armés par l'Iran. 700 postes d'observation sont érigés le long des 3 600 km de frontières. Sur la frontière syrienne, le nombre de postes d'observation a été multiplié par 10[10].
- Dimanche 7 juin 2009, Bagdad : Un tir de mortier ou de roquette a eu lieu contre la « zone verte ».
- Lundi 8 juin 2009, Bagdad : L'explosion d'une bombe placée dans un minibus cause la mort d'au moins 7 personnes et en blesse 24 autres dans le quartier de Dora.
- Mardi 9 juin 2009 : L'armée américaine annonce encore détenir 11 057 prisonniers dans trois prisons en Irak, mais poursuit la libération ou le transfert des détenus aux autorités irakiennes conformément à l'accord signé entre les deux pays. Les détenus les moins dangereux, sont actuellement libérés au rythme de 50 par jour ou sont transférés aux autorités irakiennes, qui en libèrent également un grand nombre.
- Mercredi 10 juin 2009, Dhi Qar : Un attentat à la voiture piégée sur un marché de Batha, à 40 km à l'ouest de Nassiriyah (sud) a fait au moins 19 morts et 56 blessés. 2 suspects ont été arrêtés.
- Jeudi 11 juin 2009
  - Trois des cinq agents de sécurité américains soupçonnés de meurtre à Bagdad d'un de leurs concitoyens américains, James Kitterman (60 ans), ont été libérés par manque de preuves. Les deux autres sont toujours détenus car ils sont impliqués dans « un autre crime et l'enquête se poursuit avec eux ».
  - Karbala : Un attentat à la voiture piégée s'est produit dans la soirée dans la ville sainte chiite de Kerbala à un kilomètre du mausolée de l'Imam Hussein.
  - Bagdad : Un adolescent tue par balles un député sunnite et son garde du corps avant de lancer une grenade causant la mort de trois autres personnes dans une mosquée.
- Vendredi 12 juin 2009, Bagdad : Le député sunnite, Hareth al-Obaïdi (44 ans), est abattu dans une mosquée de Bagdad, sur ordre d'un réseau terroriste lié à Al-Qaïda, par un adolescent qui a aussi lancé deux grenades, dans une attaque qui a fait au total cinq morts et 12 blessés. Il était membre du Parti islamique, chef du groupe parlementaire du Front de la Concorde irakienne, principale coalition de partis sunnites, et vice-président de la commission parlementaire pour les droits de l'Homme.
- Lundi 15 juin 2009 :
  - Bagdad : Deux bombes magnétiques placées sur une voiture et sur un bus de ville ont explosé dans un quartier du nord de Bagdad, tuant 2 personnes et faisant 6 blessés.
  - L'attaque à l'arme légère et à la roquette antichar contre le convoi du chef local d'une milice opposée à Al-Qaïda, a causé la mort de deux gardes du corps et ont fait trois autres blessés, près de Tarmiyah, une localité sunnite à 40 km au nord de Bagdad.
  -  Kurdistan : Un haut magistrat irakien, président de Cour criminelle centrale de Mossoul, et ses deux gardes du corps ont été blessés par une bombe qui explosé au passage de leur voiture à Mossoul.
- Mercredi 17 juin 2009, Bagdad : Le « commandant-adjoint de la branche militaire » d'Al-Qaïda en Irak, Ahmed Abed Oweiyed est arrêté par les unités spéciales de la police à Ghazaliyah (ouest de Bagdad). Il est soupçonné d'avoir organisé un attentat qui a coûté la vie vendredi à un député sunnite.
- Samedi 20 juin 2009 :
  - Kirkouk : Un attentat au camion piégé, rempli de plus d'une tonne d'explosifs, a été commis à Taza, à 30 km au sud de la ville pétrolière de Kirkouk, faisant 72 morts et 170 blessés, dont beaucoup grièvement, à dix jours du retrait des troupes américaines des villes du pays. L'explosion a aussi détruit une quinzaine de maisons ensevelissant leurs habitants.
  - Bagdad : Les troupes américaines ont achevé leur retrait de la dernière des 4 bases de Sadr City qu'elles occupaient dans ce quartier, ancien bastion de l'Armée du Mahdi, la milice du chef chiite Moqtada Sadr, un opposant virulent de l'armée américaine. Selon le général Daniel Bolger : « Les activités de l'ennemi ont baissé, l'armée irakienne est plus forte, le peuple irakien est plus en sécurité: c'est le bon moment pour les États-Unis de prendre du recul ».
  - Les corps des deux otages britanniques enlevés en mai 2007 à Bagdad ont été retrouvés.
- Lundi 22 juin 2009 : Plusieurs attentats à Bagdad et dans ses environs, faisant au total 31 morts et au moins 100 blessés, dont 3 lycéens et un enfant. Un attentat à la bombe à l'entrée du quartier de Sadr City fait 3 morts et 13 blessés. Un attentat suicide à la mairie d'Abou Ghraïb fait au moins 7 morts. Selon les autorités irakiennes, les insurgés, bien qu'affaiblis, entendent faire dérailler le processus de passation de pouvoir avec les Américains : « Selon des informations dont nous disposons, des groupes criminels essaieront de commettre des actions avant le 30 juin, mais nous les attendons ».
- Mardi 23 juin 2009,  Kurdistan : Le ministre du Pétrole, Hussein Chahristani défend sa stratégie pétrolière face aux accusations, proférées notamment par le gouvernement régional du Kurdistan irakien, de brader les intérêts de la nation : Notre plan est de porter la production pétrolière à 4 millions de barils par jour et pour cela nous devons maintenant développer les champs pétroliers déjà en activité car cela va plus vite et notre pays a un besoin extrême d'accoître sa production. Les 29 et 30 juin, l'exploitation de six champs pétroliers et deux champs gaziers sera attribué à des compagnies étrangères qui devront investir de manière importante pour augmenter la production, les équipements actuels étant vétustes. L'attribution de ces contrats permettra d'augmenter la production de 1,5 million de barils par jour. Le Kurdistan irakien a commencé le 1er juin à exporter son pétrole dans un climat d'hostilité avec le gouvernement fédéral qui nie à sa province du nord le droit de signer des contrats sans son aval. Désormais, grâce à deux champs pétroliers, 90 000 barils sont acheminés quotidiennement vers l'oléoduc reliant Kirkouk au port turc de Ceyhan[11].
- Mercredi 24 juin 2009 :
  - Bagdad : Un attentat à la bombe sur le marché aux oiseaux de Sadr City fait au moins 62 morts, dont nombre de femmes et d'enfants, et 150 blessés. La bombe été cachée sur un tricycle motorisé rempli d'explosifs recouverts de légumes et de fruits.
  -  Kurdistan : Le Parlement kurde adopte la future constitution du Kurdistan qui prévoit de rattacher à cette région la province de Kirkouk ainsi que des localités situées dans les gouvernorats de Ninive et de Diyala, provoquant la colère des communautés arabes et turcomanes du pays. Ces derniers ont accusé les Kurdes de vouloir mettre en œuvre un « projet sécessionniste ».
- Jeudi 25 juin 2009 :
  -  Kurdistan : Les six premiers cas de contamination par le virus A(H1N1) sont confirmés par le ministre de la Santé de la région autonome, sur des membres de l'équipe féminine de basket-ball de Souleimaniyeh, âgées de 16 à 23 ans, de retour de Chicago (États-Unis).
  - Bagdad : Un attentat à la bombe à l'entrée d'un arrêt d'autobus du quartier chiite de Bayaa fait 2 morts et au moins 8 blessés. Le premier ministre Nouri al-Maliki dénonce le silence des pays arabes et musulmans face à la multiplication des attentats anti-chiites qui ensanglantent l'Irak à l'approche du retrait américain : « Nous appelons la communauté internationale, et particulièrement les pays arabes et musulmans, à prendre une position claire face à ces crimes horribles car le silence n'est plus acceptable », la date du 30 juin sera respectée et les forces de sécurité sont « prêtes à assurer leur mission malgré les coups portés à la sécurité ».
- Vendredi 26 juin 2009, Bagdad : Un attentat à la moto piégée sur le marché des motocycles et bicyclettes fait au moins 13 morts et 54 blessés.
- Lundi 29 juin 2009 :
  -  Kurdistan : Sept policiers irakiens et un agent de sécurité d'"Asaysh" (forces de sécurité kurde) ont été tués en tentant de désamorcer une voiture piégée garée dans un parking du village chrétien de Hadaniyeh, à 30 km à l'est de Mossoul.
  - Deux policiers ont été tués et deux autres blessés en tentant de désamorcer une bombe magnétique sur le pont Hammam al-Alil, à 15 km au sud de la capitale de la province de Ninive.
  - Quatre soldats américains de la Division de la Force multinationale de Bagdad sont morts de leurs blessures subies lors d'opérations de combat à Sadr City. Au total, 4.321 soldats américains sont morts depuis l'intervention américain.
- Mardi 30 juin 2009 :
  - Les Irakiens retrouvent le contrôle de leurs villes. Désormais, quelque 500 000 policiers et 250 000 militaires irakiens auront la charge de la sécurité dans les villes.
  - Selon le chef du gouvernement, Nouri Al-Maliki, le retrait américain des villes marquera « le début de la fin de l'occupation étrangère ». Les derniers avant-postes et les ultimes garnisons américaines implantés dans les agglomérations irakiennes déménagent leurs équipements dans les bases qui leur ont été assignées hors des villes. En théorie, à partir du 1er juillet, plus aucun soldat américain ne devrait plus tirer un seul coup de feu en ville, ils n'interviendront plus qu'en « soutien » des soldats irakiens et à leur demande expresse. Selon l'ordre du président américain, Barack Obama en août 2010 « toutes les troupes de combat » présentes en Irak (environ 50 000 hommes) devront avoir quitté le pays. Ensuite, « une force résiduelle », « entre 35 000 et 50 000 soldats » restera sur place jusqu'au 31 décembre 2011[12].
  - Le président Jalal Talabani a rendu hommage aux forces américaines pour avoir renversé l'ancien dictateur : « Ils ont bravé le danger pour combattre le plus cruel des régimes et notre ennemi mutuel : le terrorisme ».
  - Le premier ministre Nouri al-Maliki déclare : « Ceux qui pensent que les Irakiens ne sont pas capables de protéger leur pays et que le retrait des forces étrangères créera un vide sur le plan de la sécurité commettent une grave erreur ».
  - Le président américain Barack Obama a déclaré : « Les Irakiens considèrent à juste titre cette journée comme un jour de fête. C'est un pas en avant important puisqu'un Irak souverain et uni continue à prendre en main les rênes de sa propre destinée […] Ne vous y trompez pas, il y aura encore des jours difficiles. Nous savons que la violence va perdurer en Irak, nous l'avons vu dans l'attentat inepte qui s'est produit aujourd'hui à Kirkouk […] Certains vont mettre à l'épreuve les forces de sécurité irakiennes et la détermination des Irakiens, à coups d'attentats sectaires et d'assassinats de civils innocents, j'ai confiance: ces forces échoueront ».
  -  Kurdistan :  33 personnes ont été tuées et 56 autres blessées dans un attentat à la voiture piégée sur un marché très fréquenté de la ville de Kirkouk.

### Juillet 2009
- Mercredi 1er juillet 2009 :
  - L'exploitation du champ pétrolifère de Roumaila (sud), un des plus grands champs pétroliers, est confié à la compagnies britannique BP Exploration Operating Company et à la chinoise CNPC.
  - Le bilan des victimes des violences en juin est le plus haut depuis juillet 2008 avec 437 morts (372 civils, 45 policiers et 20 soldats) et 1.095 blessés (960 civils, 101 policiers et 34 soldats).
- Jeudi 2 juillet 2009 :
  - Visite surprise du vice-président américain Joe Biden à Bagdad, deux jours après le retrait des soldats américains des villes irakiennes, investi par le président Barack Obama de la mission d'accélerer le processus de réconciliation en Irak lancé depuis 2006 par les autorités mais qui peine à réellement produire ses fruits en l'absence de réformes constitutionnelles. Parmi les principales questions en suspens : la réintégration politique des anciens membres du parti Baas de Saddam Hussein, la région autonome du Kurdistan et la province de Kirkouk. Dans la foulée de la chute de son régime consécutive à l'invasion de mars 2003, l'armée américaine avait lancé une campagne de débaasification de la société, poussant un grand nombre d'entre eux dans les rangs de l'insurrection. Beaucoup de sunnites estiment avoir été ostracisés. Des milliers de partisans du chef radical chiite Moqtada Sadr ont manifesté dans leur fief de Sadr City, un quartier pauvre de Bagdad, et brûlé le drapeau américain[13]. Joe Biden a menacé ses interlocuteurs irakiens de désengagement politique des États-Unis si la violence confessionnelle ou ethnique reprenait en Irak.
  - Le premier visite français François Fillon, accompagné du ministre de l’Économie Christine Lagarde et d'une délégation de chefs d'entreprise, est arrivé à Bagdad pour une visite officielle d'une journée, puis il s'est rendu à Souleimaniye (Kurdistan).
  - Plusieurs attentats : 
    - À Bagdad, un attentat fait un mort (un soldat) et 8 blessés (2 soldats  et 6 civils).
    - À Youssoufiyah (15 km au sud de Bagdad), un attentat à la voiture piégée fait 2 morts civils et 15 blessés civils.
    - À Falloujah (50 km à l'ouest de Bagdad), l'explosion d'une bombe magnétique sur la voiture du chef de la police, tue un policier et en blesse un autre.
    -  Kurdistan : À Kirkouk, un officier de la 12e division a été criblé de balles par plusieurs hommes.
- Lundi 6 juillet 2009,  Kurdistan : La commission électorale irakienne affirme ne pouvoir organiser le référendum sur la constitution kurde le jour même des élections provinciales, législatives et présidentielle prévues le 25 juillet au Kurdistan, arguant que la « crédibilité » du processus serait remise en cause.
- Samedi 4 juillet 2009 : Le gouvernement irakien demande aux États-Unis de ne pas s'ingérer dans sa politique intérieure, au lendemain d'une sévère mise en garde du vice-président américain Joe Biden aux dirigeants du pays. Le vice-président américain doit « transmettre à son président le désir commun des Irakiens de vouloir régler leurs affaires entre eux. Nous ne voulons pas que d'autres parties s'ingèrent dans nos affaires car les choses se compliqueront et rien ne sera réglé. »
- Mercredi 8 juillet 2009 :
  - À Mossoul, un attentat à la voiture piégée visant un barrage militaire cause la mort de 2 soldats, d'un civil et fait 6 blessés. Deux attentats à la voiture piégée ont visé deux mosquées chiite de la communauté des Shabaks : à Baawiza l'attentat a fait 11 morts et 22 blessés et à Al-Qouba, dix minutes après, l'attentat a fait 1 mort et 8 blessés. Par ailleurs, au nord de la ville, deux civils ont été tués par l'explosion de leur voiture.
  - À Moussayeb (75 km au sud de Bagdad), Un attentat à la voiture piégée a tué 2 civils et en a blessé 18 autres.
- Jeudi 9 juillet 2009 :
  - À Bagdad, un double attentat à la bombe fait 5 morts et 17 blessés sur un marché d'un quartier chiite de Sadr City.
  - À Tal Afar (nord), un double attentat suicide fait 34 morts et 60 blessées.
- Samedi 11 juillet 2009 :
  - À Bagdad, un attentat à la bombe contre un club de billard du quartier de Karrada fait 2 morts et 11 blessés.
  -  Kurdistan : À Mossoul, un attentat à la bombe fait 4 morts et 35 blessés dans le quartier chiite de Cokjili.
- Dimanche 12 juillet 2009 : À Bagdad, une série d'attentats vise des églises chrétiennes de la communauté des Chaldéens. L'attentat contre l'église Notre-Dame fait 4 morts et 21 blessés. Les autres attentats ont fait au moins 11 blessés.
- Lundi 13 juillet 2009 : En 48 heures, sept églises ont été visées par des attentats à Mossoul et Bagdad.
  - À Bagdad, un attentat contre le convoi de l'ambassadeur américain, Christopher Hill, en poste d'avril a causé des dégâts mineurs sur un des véhicules du convoi.
  - À Bagdad, au moins quatre chrétiens qui se trouvaient à proximité de l'église Notre-Dame du Sacré-Cœur, dans l'est de Bagdad, ont été tuées et 32 blessées dans une série d'attentats visant des églises depuis dimanche.
  - Sept soldats américains et leur traducteur irakien ont été blessés par l'explosion d'une bombe dans la ville de Charqat (nord).
  -  Kurdistan :
    - D'importantes mesures de sécurité ont été mises en place dans les villes chrétienne de Hamdaniyah et Talkif, près de Mossoul « après des informations sur la possibilité d'attentats à la voiture piégée ».
    - Un attentat à la voiture piégée a eu lieu dans la matinée à Mossoul près d'une église et d'une mosquée chiite dans le centre-ville, blessant trois enfants.
    - Le Parlement d'Irak décide « de reporter la tenue du référendum sur la constitution régionale à une date qui n'a pas encore été déterminée » à cause de la colère des communautés arabe et turcomane d'Irak.
- Mercredi 15 juillet 2009 :
  - À Ramadi (province d'Anbar), un attentat commis par un kamikaze, qui a foncé avec son minibus sur un barrage routier, a tué 6 personnes dont un policier.
  - Bagdad : Une bombe dissimulée a blessé 19 personnes. Une autre bombe dissimulée a fait 5 morts et 23 blessés lors des obsèques de l'épouse d'un chef chiite.
  - Bagdad : Début du pèlerinage de 4 jours pour la commémoration de la mort de l'imam Moussa al-Kazim. Quelque 5 millions de pèlerins sont attendus.
- Vendredi 17 juillet 2009 : L'explosion de deux bombes dans l'est et le sud-ouest de Bagdad cause la mort de 2 pèlerins chiites et en blesse 19 autres qui venaient participer à la commémoration de la mort de l'imam Moussa al-Kazim.
- Dimanche 19 juillet 2009 : Un soldat américain a été tué dans la province d'al-Anbar (ouest) lors de combats avec des insurgés. Au total, 4.327 soldats américains sont morts en Irak depuis mars 2003.
- Lundi 20 juillet 2009 :
  -  Kurdistan : Trois attentats à Mossoul font 7 morts.
  - Deux attentats à Ramadi font 7 morts.
  -  Syrie : Moqtada Sadr, chef de la milice chiite radicale l'Armée du Mahdi, est à Damas pour une visite de deux jours où il est reçu par le président syrien Bachar el-Assad[14].
- Mardi 21 juillet 2009 : Trois attentats à Bagdad font 16 morts et une centaine de blessés. Deux attentats à Ramadi font 4 morts et 34 blessés. Un double attentat à la voiture piégée fait 3 morts et 10 blessés à Ramadi. À Taji un chef d'entreprise est tué par une voiture piégée.
- Mercredi 22 juillet 2009 :
  - Le premier ministre Nouri al-Maliki est reçu pour la première fois à la Maison-Blanche par le président américain Barack Obama. D'ici à fin 2011, il ne doit plus y avoir de soldats américains en Irak, en vertu de l'accord conclu en 2008 entre l'administration Bush et le gouvernement Maliki.
  - Province de Diyala : Au moins cinq personnes, dont quatre femmes, ont été tuées dans une attaque d'hommes armés contre trois bus qui transportaient une trentaine de pèlerins iraniens dans la région de l'imam Weis, à 50 km au nord de Baqouba.
- Samedi 25 juillet 2009 :
  -  Kurdistan : Élections présidentielle et parlementaire dans la région autonome du Kurdistan irakien avec un taux de participation de 78,5 %[15]

- - Quatre civils ont été tués et 12 autres blessés par l'explosion d'une voiture piégée devant le quartier général du Parti islamique à Falloujah, une des principales formations sunnites. Un couvre-feu total a été imposé et les issues de la ville ont été fermées.
- Dimanche 26 juillet 2009 :
  - Bagdad, les locaux d'un important bureau de change ont été attaqués. Les braqueurs ont tué les 4 gardes en faction et ont blessé 5 civils.
  - Khalidiyah (ouest de Bagdad), un kamikaze a tué deux personnes et blessé dix autres qui assistaient à une cérémonie de condoléances.
  -  Kurdistan : Près de Mossoul, des hommes armés à bord de quatre voitures ont attaqué une usine de boissons gazeuses appartenant à un chrétien et abattu le directeur.
- Lundi 27 juillet 2009 :
  - Selon le Programme des Nations unies pour les établissements humains (ONU-HABITAT), l'Irak a besoin de construire au moins 1,5 million de logements et 4 000 écoles primaires (15 000 ont besoin d'être réhabilitées). La population urbaine devrait doubler d'ici à 2030 en raison de l'exode rural, car selon le vice-ministre de la Construction et du Logement Istabraq al-Shouk, « la majorité des conseils municipaux sont incapables de fournir les services de base aux citoyens, notamment un logement et du travail »[16].
  - À Falloujah, un capitaine de l'armée irakienne a été tué par l’explosion d'une bombe magnétique collée à sa voiture. À Mossoul, un chef tribal sunnite a été tué par un attentat à la bombe et 7 autres personnes blessées.  Dans la banlieue de Bagdad, deux militaires ont été tués et un autre blessé lors d'un échange de tirs avec des rebelles, au centre-ville 6 policiers ont été blessés par une bombe piège et au nord-est une autre bombe a tué une personne et en a blessé 4 autres[17].
- Mardi 28 juillet 2009 :
  - Visite du secrétaire américain à la Défense Robert Gates en provenance de Jordanie.
  -  Iran : Le chef Maryam Radjavi des Moujahidine du Peuple du camp Achraf en Irak annonce qu'ils sont prêts à regagner leur pays en échange de « garanties » de ne pas être maltraités et de la liberté d'expression[18]. À Diyala, d'importants affrontements entre les Moudjahidine du Peuple, opposés au régime iranien, et forces de sécurité irakiennes, ont fait au moins 150 blessés, dont 50 policiers[19],[20].
  - Bagdad : L'attaque à main armée de la banque publique Rafidaïne cause la mort de 8 policiers dans le quartier de Karrada[21]. Un attentat à la moto piégée fait 5 morts et 10 blessés dans le quartier chiite d'al-Jadida. L'explosion d'une bombe dans un café du quartier de Kasra fait 17 blessés[22],[23].
- Mercredi 29 juillet 2009 : La présidente en exil du Conseil national de la résistance d'Iran, Maryam Radjavi, appelle la communauté internationale « à intervenir immédiatement pour empêcher une catastrophe humanitaire » et « à condamner le gouvernement irakien » après l'assaut de leur camp d'Ashraf : « Cette agression est une violation flagrante des conventions internationales et des assurances données par le gouvernement irakien aux États-Unis sur la protection des résidents ». Plus de 400 personnes ont été blessées lors des affrontements et 50 Moudjahidines ont été arrêtés[24].
- Jeudi 30 juillet 2009 :
  - Bagdad : un attentat à la bombe contre le bureau du parti politique sunnite « Islah wa tanmia » (Réformes et développement) à Baqouba fait 8 morts et 10 blessés[25].
  - La ministre du Pétrole a réussi à récupérer après une bataille judiciaire près de 48 millions de dollars bloqués depuis 1990 sur le compte de la banque italienne Intesa Sanpaolo à Londres[26].
- Vendredi 31 juillet 2009 : série d'attentat à la bombe à Bagdad contre cinq mosquée chiites, faisant 27 morts et 55 blessés[27].

### Octobre 2009
- Dimanche 4 octobre 2009 : Les autorités irakiennes annoncent avoir capturé 140 membres d'Al-Qaïda et autres groupes clandestins dans la région de Mossoul[28].
- Dimanche 25 octobre 2009 : à Bagdad, un double attentat à la voiture-suicide, près des ministères de la Justice et de l'Administration locale et du siège du gouvernement provincial, fait  155 morts et 500 blessés. C'est l'attentat le plus meurtrier en Irak depuis deux ans[29],[30].

### Novembre 2009
- Samedi 16 novembre 2009 : des hommes en uniforme de l'armée tuent 12 habitants à Zauba, un village à majorité sunnite à l'ouest de Bagdad[31].
- Mardi 19 novembre 2009 : Adil al-Mashhadani, un ancien insurgé sunnite devenu le chef d'une unité de la milice pro-gouvernementale des Sahwa dans le quartier d'Al-Fadhil à Bagdad, est condamné à mort par la justice irakienne pour enlèvements et meurtres. Son arrestation, en mars 2009, avait entraîné des affrontements entre ses partisans et les forces de sécurité[32].
- Dimanche 24 novembre 2009 : Un attentat à l'explosif frappe l'oléoduc de Kirkouk à Ceyhan dans la province de Salah a-Din.  C'est le troisième attentat en un mois contre un oléoduc irakien[33].

### Décembre 2009
- Samedi 5 décembre 2009 : Selon Amnesty International, 120 condamnés à mort ont été exécutés en Irak depuis le début de 2009 et 600 sont en attente d'exécution[34].
- Mardi 8 décembre 2009 : Une série d'attentats coordonnés fait au moins 112 morts et plus de 400 blessés à Bagdad. Parmi les lieux visés se trouvent les ministères des Finances, des Affaires étrangères et de l'Industrie[35].
- Mercredi 16 décembre 2009 : Le Premier ministre Nouri al-Maliki affirme que des dizaines de membres des forces de sécurité, infiltrés par les groupes clandestins, ont pris part aux attentats du 8 décembre[36].